# Annike Krahn
Página web oficial
Annike Krahn (Bochum, Alemania Federal, 1 de julio de 1985) es una exfutbolista alemana que se desempeña como defensa en el Paris Saint-Germain F.C..

## Biografía

### Carrera en clubes
Krahn comenzó a jugar al fútbol a los 4 años. En 2004 fichó por el FCR 2001 Duisburgo, equipo con el que ha sido subcampeona en 5 ocasiones, ganando además una copa de Alemania y la Liga de Campeones de la UEFA en 2009.

### Carrera internacional
Krahn debutó con la selección femenina de fútbol de Alemania en enero de 2005 en un amistoso contra Australia.
Krahn fue la primera en anotar para dos equipos en un torneo Sub-20. Hizo que Alemania se adelantara en el minuto 11 de la semifinal de 2004 contra Estados Unidos y metió un gol en propia meta cinco minutos después. Las alemanas ganaron 3-1 con goles de Melanie Behringer y Patricia Hanebeck. Simone Laudehr y Behringer anotaron en la final ante China que acabó 2-0 a su favor.
Convocada para la Copa Mundial Femenina de Fútbol de 2007, Krahn se inició como suplente, pero con la lesión de Sandra Minnert, Krahn ocupó su puesto de titular y formó la histórica defensa junto a Kerstin Stegemann, Ariane Hingst y Linda Bresonik, que no concedió ni un solo gol en todo el campeonato.
Posteriormente participó en los Juegos Olímpicos de Pekín 2008, la Eurocopa Femenina 2009, la Copa Mundial Femenina de Fútbol de 2011 y la Eurocopa Femenina 2013.

## Clubes
| Club                     | País     | Año         | Partidos | Goles |
| FCR 2001 Duisburgo       | Alemania | 2004 - ¿?   | 124      | 8     |
| Paris Saint-Germain F.C. | Francia  | ¿? - Actual |          |       |